# Tour de France 2019 – 8. etap
8. etap kolarskiego wyścigu Tour de France 2019 odbył się 13 lipca na trasie liczącej 200 km. Start etapu miał miejsce w Mâcon, a meta w Saint-Étienne.

## Klasyfikacja etapu
| \| Klasyfikacja etapu \| Klasyfikacja etapu \| Klasyfikacja etapu \| Klasyfikacja etapu \| Klasyfikacja etapu \| \| Kolarz \| Kolarz \| Państwo \| Drużyna \| Czas \| \| ------------------ \| ------------------ \| ------------------ \| --------------------- \| ------------------ \| \| 1. \| Thomas De Gendt \| Belgia \| Lotto-Soudal \| \| \| 2. \| Thibaut Pinot \| Francja \| Groupama-FDJ \| + 6" \| \| 3. \| Julian Alaphilippe \| Francja \| Deceuninck-Quick Step \| + 6" \| \| 4. \| Michael Matthews \| Australia \| Team Sunweb \| + 26" \| \| 5. \| Peter Sagan \| Słowacja \| Bora-Hansgrohe \| + 26" \| \| 6. \| Matteo Trentin \| Włochy \| Mitchelton-Scott \| + 26" \| \| 7. \| Xandro Meurisse \| Belgia \| Wanty-Gobert \| + 26" \| \| 8. \| Greg Van Avermaet \| Belgia \| CCC Team \| + 26" \| \| 9. \| Egan Bernal \| Kolumbia \| Team Ineos \| + 26" \| \| 10. \| Geraint Thomas \| Wielka Brytania \| Team Ineos \| + 26" \| |                    |                 |                       |       |
| |                    |                 |                       |       |
| Źródło: ProCyclingStats |                    |                 |                       |       |
| Klasyfikacja etapu |                    |                 |                       |       |
| Kolarz | Kolarz             | Państwo         | Drużyna               | Czas  |
| 1. | Thomas De Gendt    | Belgia          | Lotto-Soudal          |       |
| 2. | Thibaut Pinot      | Francja         | Groupama-FDJ          | + 6"  |
| 3. | Julian Alaphilippe | Francja         | Deceuninck-Quick Step | + 6"  |
| 4. | Michael Matthews   | Australia       | Team Sunweb           | + 26" |
| 5. | Peter Sagan        | Słowacja        | Bora-Hansgrohe        | + 26" |
| 6. | Matteo Trentin     | Włochy          | Mitchelton-Scott      | + 26" |
| 7. | Xandro Meurisse    | Belgia          | Wanty-Gobert          | + 26" |
| 8. | Greg Van Avermaet  | Belgia          | CCC Team              | + 26" |
| 9. | Egan Bernal        | Kolumbia        | Team Ineos            | + 26" |
| 10. | Geraint Thomas     | Wielka Brytania | Team Ineos            | + 26" |

## Klasyfikacje po etapie

### Klasyfikacja generalna(Maillot Jaune)
| \| Klasyfikacja generalna \| Klasyfikacja generalna \| Klasyfikacja generalna \| Klasyfikacja generalna \| Klasyfikacja generalna \| \| Kolarz \| Kolarz \| Państwo \| Drużyna \| Czas \| \| ---------------------- \| ---------------------- \| ---------------------- \| ---------------------- \| ---------------------- \| \| 1. \| Julian Alaphilippe \| Francja \| Deceuninck-Quick Step \| 34h 17' 59" \| \| 2. \| Giulio Ciccone \| Włochy \| Trek-Segafredo \| + 23" \| \| 3. \| Thibaut Pinot \| Francja \| Groupama-FDJ \| + 53" \| \| 4. \| George Bennett \| Nowa Zelandia \| Team Jumbo-Visma \| + 1' 10" \| \| 5. \| Geraint Thomas \| Wielka Brytania \| Team Ineos \| + 1' 12" \| \| 6. \| Egan Bernal \| Kolumbia \| Team Ineos \| + 1' 16" \| \| 7. \| Steven Kruijswijk \| Holandia \| Team Jumbo-Visma \| + 1' 27" \| \| 8. \| Rigoberto Urán \| Kolumbia \| EF Education First \| + 1' 38" \| \| 9. \| Jakob Fuglsang \| Dania \| Astana \| + 1' 42" \| \| 10. \| Emanuel Buchmann \| Niemcy \| Bora-Hansgrohe \| + 1' 45" \| |                    |                 |                       |             |
| |                    |                 |                       |             |
| Źródło: ProCyclingStats |                    |                 |                       |             |
| Klasyfikacja generalna |                    |                 |                       |             |
| Kolarz | Kolarz             | Państwo         | Drużyna               | Czas        |
| 1. | Julian Alaphilippe | Francja         | Deceuninck-Quick Step | 34h 17' 59" |
| 2. | Giulio Ciccone     | Włochy          | Trek-Segafredo        | + 23"       |
| 3. | Thibaut Pinot      | Francja         | Groupama-FDJ          | + 53"       |
| 4. | George Bennett     | Nowa Zelandia   | Team Jumbo-Visma      | + 1' 10"    |
| 5. | Geraint Thomas     | Wielka Brytania | Team Ineos            | + 1' 12"    |
| 6. | Egan Bernal        | Kolumbia        | Team Ineos            | + 1' 16"    |
| 7. | Steven Kruijswijk  | Holandia        | Team Jumbo-Visma      | + 1' 27"    |
| 8. | Rigoberto Urán     | Kolumbia        | EF Education First    | + 1' 38"    |
| 9. | Jakob Fuglsang     | Dania           | Astana                | + 1' 42"    |
| 10. | Emanuel Buchmann   | Niemcy          | Bora-Hansgrohe        | + 1' 45"    |

### Klasyfikacja punktowa(Maillot Vert)
| Klasyfikacja punktowa | Klasyfikacja punktowa | Klasyfikacja punktowa | Klasyfikacja punktowa | Klasyfikacja punktowa |
| Kolarz                | Kolarz                | Państwo               | Drużyna               | Punkty                |
| --------------------- | --------------------- | --------------------- | --------------------- | --------------------- |
| 1.                    | Peter Sagan           | Słowacja              | Bora-Hansgrohe        | 204 pkt               |
| 2.                    | Michael Matthews      | Australia             | Team Sunweb           | 144 pkt               |
| 3.                    | Sonny Colbrelli       | Włochy                | Bahrain-Merida        | 129 pkt               |
| 4.                    | Elia Viviani          | Włochy                | Deceuninck-Quick Step | 128 pkt               |
| 5.                    | Matteo Trentin        | Włochy                | Mitchelton-Scott      | 90 pkt                |
| 6.                    | Greg Van Avermaet     | Belgia                | CCC Team              | 81 pkt                |
| 7.                    | Caleb Ewan            | Australia             | Lotto-Soudal          | 76 pkt                |
| 8.                    | Julian Alaphilippe    | Francja               | Deceuninck-Quick Step | 69 pkt                |
| 9.                    | Jasper Stuyven        | Belgia                | Trek-Segafredo        | 69 pkt                |
| 10.                   | Dylan Groenewegen     | Holandia              | Team Jumbo-Visma      | 66 pkt                |

### Klasyfikacja górska(Maillot à Pois Rouges)
| Klasyfikacja górska | Klasyfikacja górska  | Klasyfikacja górska | Klasyfikacja górska        | Klasyfikacja górska |
| Kolarz              | Kolarz               | Państwo             | Drużyna                    | Punkty              |
| ------------------- | -------------------- | ------------------- | -------------------------- | ------------------- |
| 1.                  | Tim Wellens          | Belgia              | Lotto-Soudal               | 43 pkt              |
| 2.                  | Thomas De Gendt      | Belgia              | Lotto-Soudal               | 37 pkt              |
| 3.                  | Giulio Ciccone       | Włochy              | Trek-Segafredo             | 30 pkt              |
| 4.                  | Xandro Meurisse      | Belgia              | Wanty-Gobert               | 27 pkt              |
| 5.                  | Dylan Teuns          | Belgia              | Bahrain-Merida             | 13 pkt              |
| 6.                  | Natnael Berhane      | Erytrea             | Cofidis, Solutions Crédits | 13 pkt              |
| 7.                  | Ben King             | Stany Zjednoczone   | Dimension Data             | 13 pkt              |
| 8.                  | Alessandro De Marchi | Włochy              | CCC Team                   | 12 pkt              |
| 9.                  | Toms Skujiņš         | Łotwa               | Trek-Segafredo             | 9 pkt               |
| 10.                 | Niki Terpstra        | Holandia            | Total Direct Énergie       | 5 pkt               |

### Klasyfikacja młodzieżowa(Maillot Blanc)
| Klasyfikacja młodzieżowa | Klasyfikacja młodzieżowa | Klasyfikacja młodzieżowa | Klasyfikacja młodzieżowa | Klasyfikacja młodzieżowa |
| Kolarz                   | Kolarz                   | Państwo                  | Drużyna                  | Czas                     |
| ------------------------ | ------------------------ | ------------------------ | ------------------------ | ------------------------ |
| 1.                       | Giulio Ciccone           | Włochy                   | Trek-Segafredo           | 34h 18' 22"              |
| 2.                       | Egan Bernal              | Kolumbia                 | Team Ineos               | + 53"                    |
| 3.                       | Enric Mas                | Hiszpania                | Deceuninck-Quick Step    | + 1' 23"                 |
| 4.                       | David Gaudu              | Francja                  | Groupama-FDJ             | + 1' 52"                 |
| 5.                       | Maximilian Schachmann    | Niemcy                   | Bora-Hansgrohe           | + 20' 09"                |
| 6.                       | Laurens De Plus          | Belgia                   | Team Jumbo-Visma         | + 23' 37"                |
| 7.                       | Gregor Mühlberger        | Austria                  | Bora-Hansgrohe           | + 25' 58"                |
| 8.                       | Lennard Kämna            | Niemcy                   | Team Sunweb              | + 31' 13"                |
| 9.                       | Wout van Aert            | Belgia                   | Team Jumbo-Visma         | + 31' 20"                |
| 10.                      | Nils Politt              | Niemcy                   | Katusha-Alpecin          | + 35' 57"                |

### Klasyfikacja drużynowa(Classement par Équipe)
| Klasyfikacja drużynowa | Klasyfikacja drużynowa | Klasyfikacja drużynowa       | Klasyfikacja drużynowa |
| Drużyna                | Drużyna                | Państwo                      | Czas                   |
| ---------------------- | ---------------------- | ---------------------------- | ---------------------- |
| 1.                     | Trek-Segafredo         | Stany Zjednoczone            | 103h 29' 48"           |
| 2.                     | Movistar Team          | Hiszpania                    | + 1' 39"               |
| 3.                     | Groupama-FDJ           | Francja                      | + 1' 44"               |
| 4.                     | UAE Team Emirates      | Zjednoczone Emiraty Arabskie | + 11' 03"              |
| 5.                     | Ineos                  | Wielka Brytania              | + 12' 33"              |
| 6.                     | Bora-hansgrohe         | Niemcy                       | + 13' 42"              |
| 7.                     | EF Education First     | Stany Zjednoczone            | + 13' 42"              |
| 8.                     | Team Jumbo-Visma       | Holandia                     | + 13' 42"              |
| 9.                     | Astana                 | Kazachstan                   | + 16' 59"              |
| 10.                    | Mitchelton-Scott       | Australia                    | + 17' 31"              |